# اس‌ام‌اس اشترالزوند
اس‌ام‌اس اشترالزوند (به انگلیسی: SMS Stralsund) یک کشتی بود که طول آن ۱۳۸٫۷ متر (۴۵۵ فوت ۱ اینچ) بود. این کشتی در سال ۱۹۱۱ ساخته شد.